# Asceua cingulata
Asceua cingulata là một loài nhện trong họ Zodariidae.
Loài này thuộc chi Asceua. Asceua cingulata được Eugène Simon miêu tả năm 1905.